# Toronya
Toronya (ukránul: Торунь [Toruny]), szlovákul: Toroňany) falu Ukrajnában, Kárpátalján, a Huszti járásban.

## Fekvése
Ökörmezőtől 25 km-re északkeletre a Toroncsak-patak és a Nagy-ág folyó összefolyásánál fekszik. 

## Története
Toronya nevét 1642-ben említette először oklevél. A falu kenézi telepítésű, a Lipcseiek birtokai közé tartozott.
A 19. században a galiczai határátkelőhely közelében fekvő településen harmincad hivatal működött. Egykori birtokosai a Szathmáry, Uray, s Réthy családok voltak.
1910-ben 1212, többségben ruszin lakosa volt, jelentős német kisebbséggel. A trianoni békeszerződésig Máramaros vármegye Ökörmezői járásához tartozott. 
2020-ig Leveles tartozott hozzá.

## Népesség
Ma 1560 ruszin lakosa van

## Látnivalók
- Szép, 1809-ben épült görögkatolikus fatemploma és harangtornya van. A templom 1809-ben, Szűz Mária tiszteletére épült. Hosszhajós elrendezésű, kettőzött tetőzettel, hármas tömegtagolódással. A bejárat előtt gazdagon faragott oszlopos tornác húzódik. A tetőzet folytatásában a bejárat fölött emelkedő négyzetes torony, díszes, többszörösen tagolt lámpásos hagymasisakkal zárul. A négyzetes harangtornyát sátortető fedi.

- A falutól 10 km-re van a 930 m magas Toronyai-hágó.